# Pont autoroutier de Garabit
Pour le viaduc ferroviaire, voir Viaduc de Garabit.
Le pont autoroutier de Garabit est un pont à béquilles autoroutier français, situé sur l'A75 au kilomètre 104, près de Ruynes-en-Margeride et Val d'Arcomie. Il enjambe la Truyère, et mesure 311 mètres de long. Il a été inauguré le 2 juillet 1993 par François Mitterrand, et a été mis en service en juin 1993.

## Caractéristiques
Le pont a été construit par le groupement d'entreprises Dumez et GTM.
- Distance longitudinale entre articulations au droit des appuis des béquilles : 195,50 m
- Distance transversale entre les articulations des deux jambes d'une béquille : 21,57 m
- Distance longitudinale entre les béquilles à l'encastrement sur le tablier : 144 m
- Pente longitudinale des béquilles : 45°
- Pente transversale des béquilles par rapport à la verticale : 17°

Le tablier est une poutre-caisson en béton précontraint encastrée sur les béquilles et simplement appuyée sur les culées. Les béquilles comportent des articulations Freyssinet munies de goujons en acier inoxydable au-dessus des massifs de fondation.
Le pont comporte trois travées de portées entre axes des appuis sur culées et axes des béquilles de : 82,00 - 144,00 - 82,00 m
- Largeur du hourdis supérieur : 20,50 m
- Épaisseur du hourdis supérieur : variable. 0,25 m en bout d'encorbellement et 0,38 m dans l'axe du caisson
- Hauteur du tablier : variable de 8,00 m au droit de l'axe des béquilles à 3,00 m à la clé et sur une longueur de 10 m environ près des culées
- Largeur du hourdis inférieur : variable de 8,18 m au droit des béquilles à 11,19 m à la clé
- Épaisseur du hourdis inférieur : variable de 0,25 m sur culées et à la clé, à 1,20 m pour le premier voussoir coulé en encorbellement, jusqu'à 2,04 m au droit des béquilles
- Épaisseur des âmes : 0,60 m en zone courante et de 1,20 m sur une partie des voussoirs sur béquilles

L'ouvrage a été coulé en place 
- à l'aide d'un cintre pour les béquilles et le tablier au droit des béquilles et la partie du tablier située près des culées,
- à l'aide d'une paire d'équipages mobiles pour la partie du tablier située de part et d'autre de l'encastrement du tablier sur chaque béquille. Les voussoirs courants coulés en encorbellement symétrique ont une longueur de 3,20 m. Pour reprendre les efforts des deux fléaux, l'entreprise a dû réaliser une pile provisoire en béton par fléau dimensionnée pour repreprendre environ 11 000 tonnes. Ce poids du tablier était transmis à sa palée provisoire par l'intermédiaire de 8 vérins hydrauliques d'une capacité unitaire de 1 500 tonnes. À la fin de la construction du tablier, après avoir retiré les vérins, les palées provisoires ont été démolies à l'aide d'explosifs.

## Principales quantités
- Béton : 13 800 m3
- Armatures pour le béton armé : 1 500 tonnes
- Armatures de précontrainte : 336 tonnes